# Hungerstein (Gernrode)

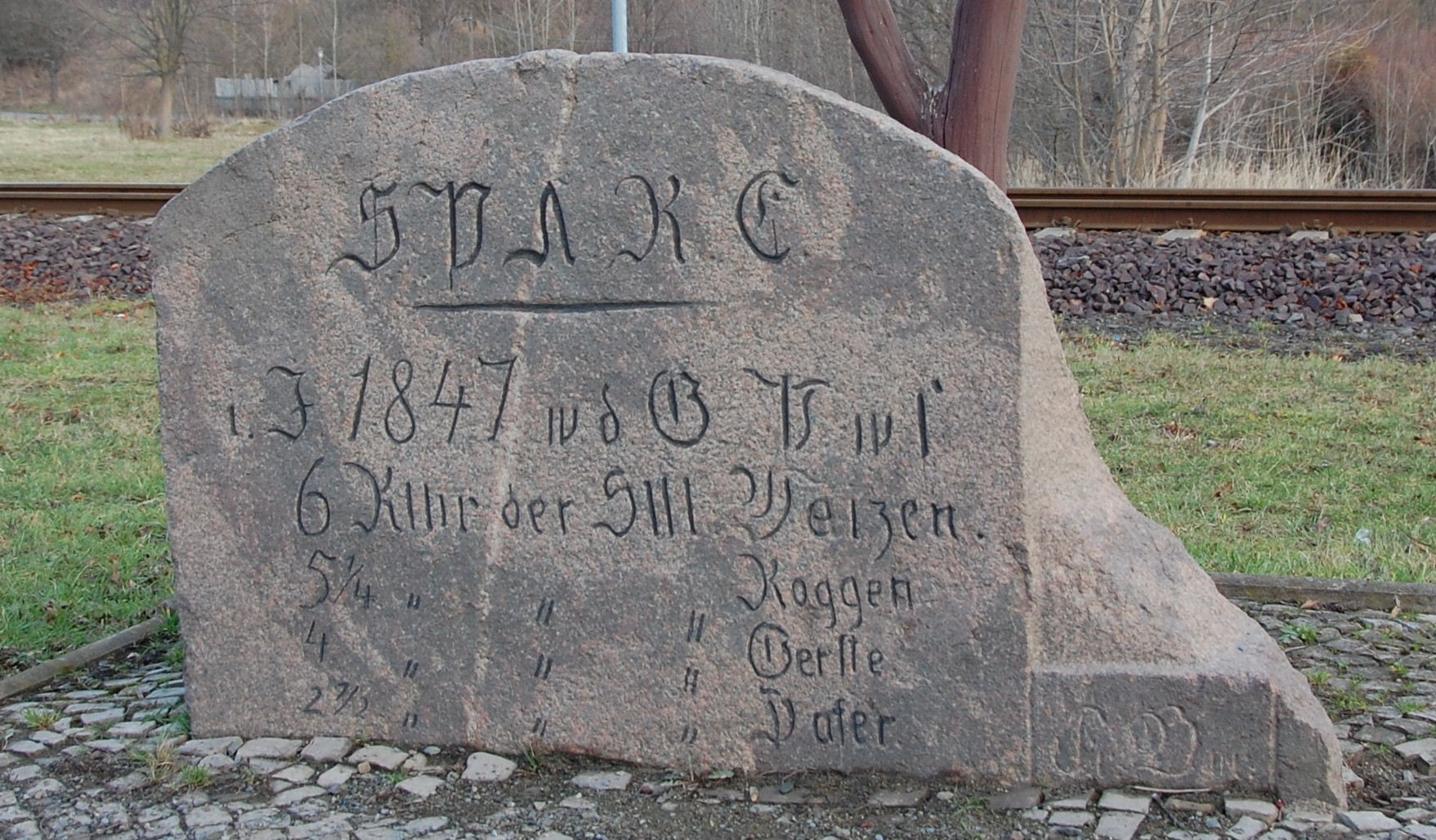
Hungerstein

Der Hungerstein ist ein geschütztes Denkmal in dem zur Stadt Quedlinburg in Sachsen-Anhalt gehörenden Ortsteil Stadt Gernrode.

## Lage
Er befindet sich nordwestlich der Gernröder Altstadt, nördlich der Suderöder Straße und ist im örtlichen Denkmalverzeichnis als Denkmal eingetragen.

## Architektur und Geschichte
Der Hungerstein ist etwa 1,20 Meter hoch und auch breit und wurde im Jahr 1848 vom Suderöder Besitzer der etwas weiter südwestlich gelegenen Stiftsmühle, Friedrich Bormann, zur Erinnerung an die Zeit von Dürre und Arbeitslosigkeit der Jahre 1846/47 gestiftet. Den rotbraunen Findling hatte Bormann beim Pflügen seines Ackers gefunden. Auf dem Stein befindet sich eine Inschrift, die die Preise des Jahres 1847 für Weizen, Roggen, Gerste und Hafer angibt.
Die Inschrift lautet:
SPARE

Im Jahre 1847 waren die Getreidepreise wie folgt:

6 Reichstaler der Scheffel Weizen

5 1/4   "          "        "      Roggen

4       "          "        "      Gerste

2 1/2   "          "        "      Hafer

Rechts unten befindet sich die auf den Stifter des Steins verweisende Inschrift: Fr.Bor. Außerdem soll sich auf dem Stein ein P für Preußen und ein A für Anhalt befinden. Die Grenze zwischen den beiden Staaten verlief etwas westlich des Steins. Die Inschrift SPARE soll daran mahnen für Notzeiten vorzusorgen und zu sparen.
Rechts neben dem Stein befindet sich eine Tafel, die den Text der Inschrift wiedergibt und Erläuterungen zu den Maß- und Preisangaben gibt. Ein Scheffel wird dort mit ca. 104 Litern angegeben. Für den Reichstaler wird angegeben, dass ein Reichstaler etwa 12 bis 15 Mark entspricht, wobei die Tafel anscheinend auf die Mark der DDR Bezug nimmt.